# One of a Kind (песня G-Dragon)
«One of a Kind» — песня южнокорейского рэпера G-Dragon. Выпущенная 24 августа 2012 года лейблом YG Entertainment, песня стала главным синглом из одноименного мини-альбома. Написана исключительно G-Dragon, рэпер также работал с давним соавтором Choice37 над созданием музыки. Песня была хорошо встречена музыкальными критиками, которые сочли ее одной из лучших работ исплнителя и одним из самых влиятельных корейских хип-хоп треков. "One of a Kind" занял девятое место в цифровом чарте Gaon в Южной Корее.

## Композиция и приём
Песня в стиле хип-хоп и поп-рэп, в тексте которой обсуждаются «дерзкие» темы, такие как деньги и слава. Дэвид Джеффрис из Allmusic назвал этот трек «ярким, хвастливым номером с захватывающим припевом и множеством ярких трюков». Billboard назвал «One of a Kind» семнадцатой лучшей K-Pop песней 2012 года, восхваляя «сногсшибательный хип-хоп бит, за который сегодня готовы убить» и то, как G-Dragon «продемонстрировал свою впечатляющую способность к плавности и лирика». Веб-портал Daum назвал сингл пятой лучшей корейской песней года, назвав его «шедевром», а его композицию «выдающейся».
Корейский музыкальный критик Ким Бон Хён включил "One of a Kind" в свою книгу самых влиятельных корейских хип-хоп песен с 1989 по 2016 год, назвав ее одним из 28 треков, сформировавших жанр. «One of a Kind» также была единственной песней сольного исполнителя, которая была включена в The Dong-a Ilbo — список лучших песен айдолов 2016 года за последние 20 лет. Журнал Ize назвал «One of a Kind» одной из самых запоминающихся песен, написанных G-Dragon, отметив, что она повысила его статус как хип-хоп музыканта.
В коммерческом плане песня стала пятым треком с альбома, достигшим пика в десятке лучших Gaon Digital Chart, когда на второй неделе она поднялась на девятую позицию после дебюта на 21-й позиции. Трек принес G-Dragon награды «Лучшая хип-хоп песня» от Korean Music Awards и Rhythmer Awards.

## Клип
Выпуску альбома предшествовал видеоклип на "One of a Kind", который был выпущен на YouTube 25 августа 2012 года, что стало его первым сольным релизом после Heartbreaker (2009). Видео, снятое Со Хён Сыном, было названо «автобиографичным» и «усыпанным дизайнерскими вещами». G-Dragon носит одежду, идентичную той, что была в предыдущих музыкальных клипах. Появляется другой участник Big Bang, Тэян. Дэвид Беван из Spin назвал его «ослепительным клипом» на трек «неоспоримого поп-рэпа». Stereogum назвал "One of a Kind" лучшим музыкальным видео недели, а Том Брейхан прокомментировал, что «если у вас нет тигренка на поводке или танцующего медвежонка в вашем видео, вы проиграли. Иногда, это так просто. K-pop открыл для себя скейт-рэп, и мы все должны быть очень, очень взволнованы этим». Fuse назвал это видео G-Dragon «обязательным к просмотру», отметив, что переосмысленная наклейка «Explicit Content» является «одним из его самых запоминающихся образов».
По состоянию на декабрь 2022 клип имеет 61 миллион просмотров на YouTube.

## Чарты
| Чарт                                     | Высшая позиция |
| ---------------------------------------- | -------------- |
| Республика Корея (Gaon)                  | 9              |
| Республика Корея (K-pop Hot 100)         | 14             |
| США World Digital Song Sales (Billboard) | 7              |

## Продажи
| Чарт                        | Продажи |
| --------------------------- | ------- |
| Республика Корея (цифровые) | 777,782 |

## Награды
| Год  | Организация         | Категория                 | Итог      | Прим.  |
| ---- | ------------------- | ------------------------- | --------- | ------ |
| 2012 | HipHopPlaya Awards  | Клип года                 | Победа    |        |
| 2013 | Korean Music Awards | Песня года                | Номинация | [ 20 ] |
| 2013 | Korean Music Awards | Лучшая хип-хоп песня      | Победа    | [ 20 ] |
| 2013 | Rhythmer Awards     | Лучшая хип-хоп песня года | Победа    | [ 11 ] |